# RAKO
RAKO, známá také jako Rakovnické keramické závody, byla společnost se sídlem v Rakovníku, která se zabývala výrobou sanitární keramiky. Dnes je její firma součástí rakouské společnosti LASSELSBERGER.

## Historie

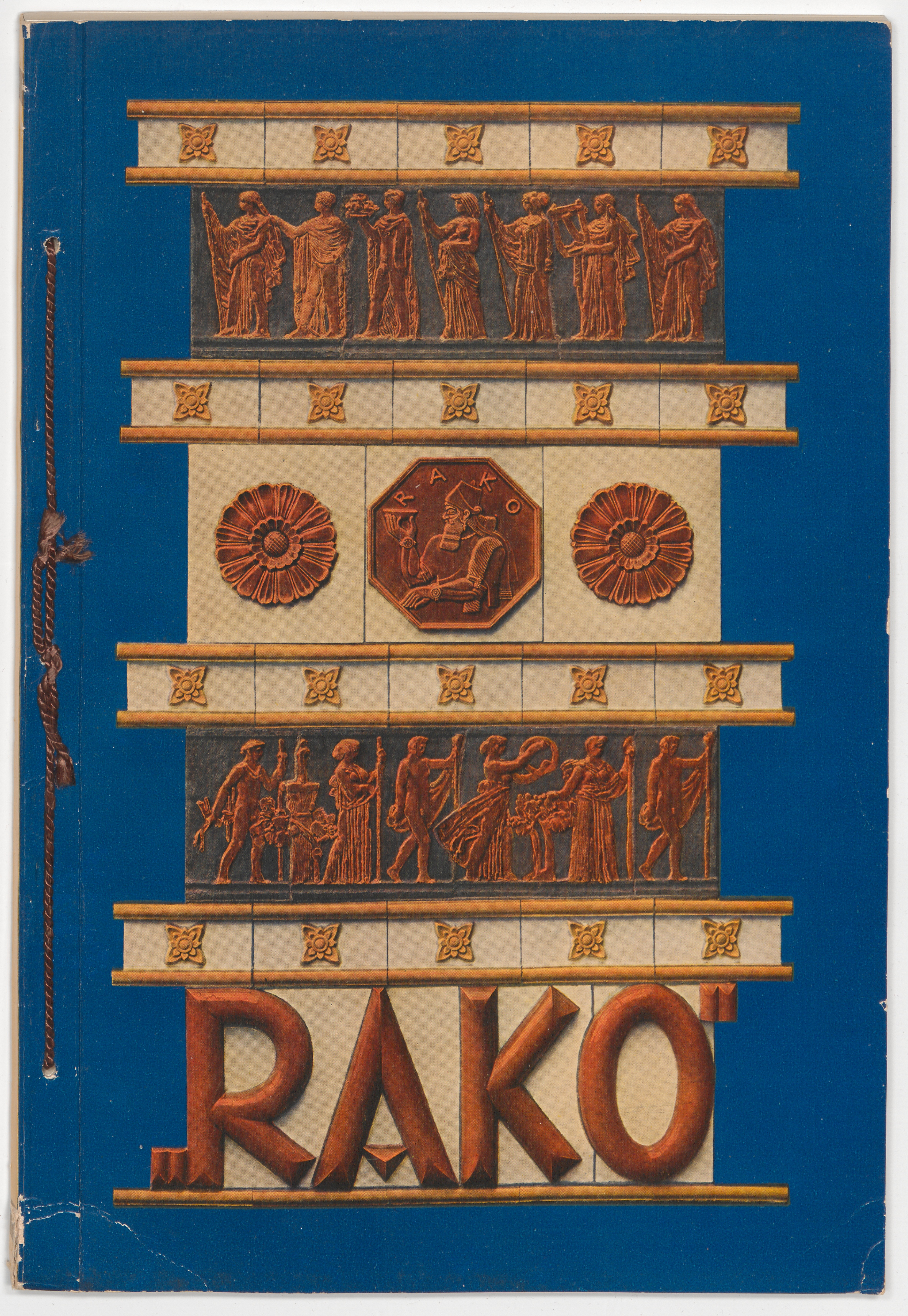
Katalog zboží „RAKO“. 20. léta 20. století.

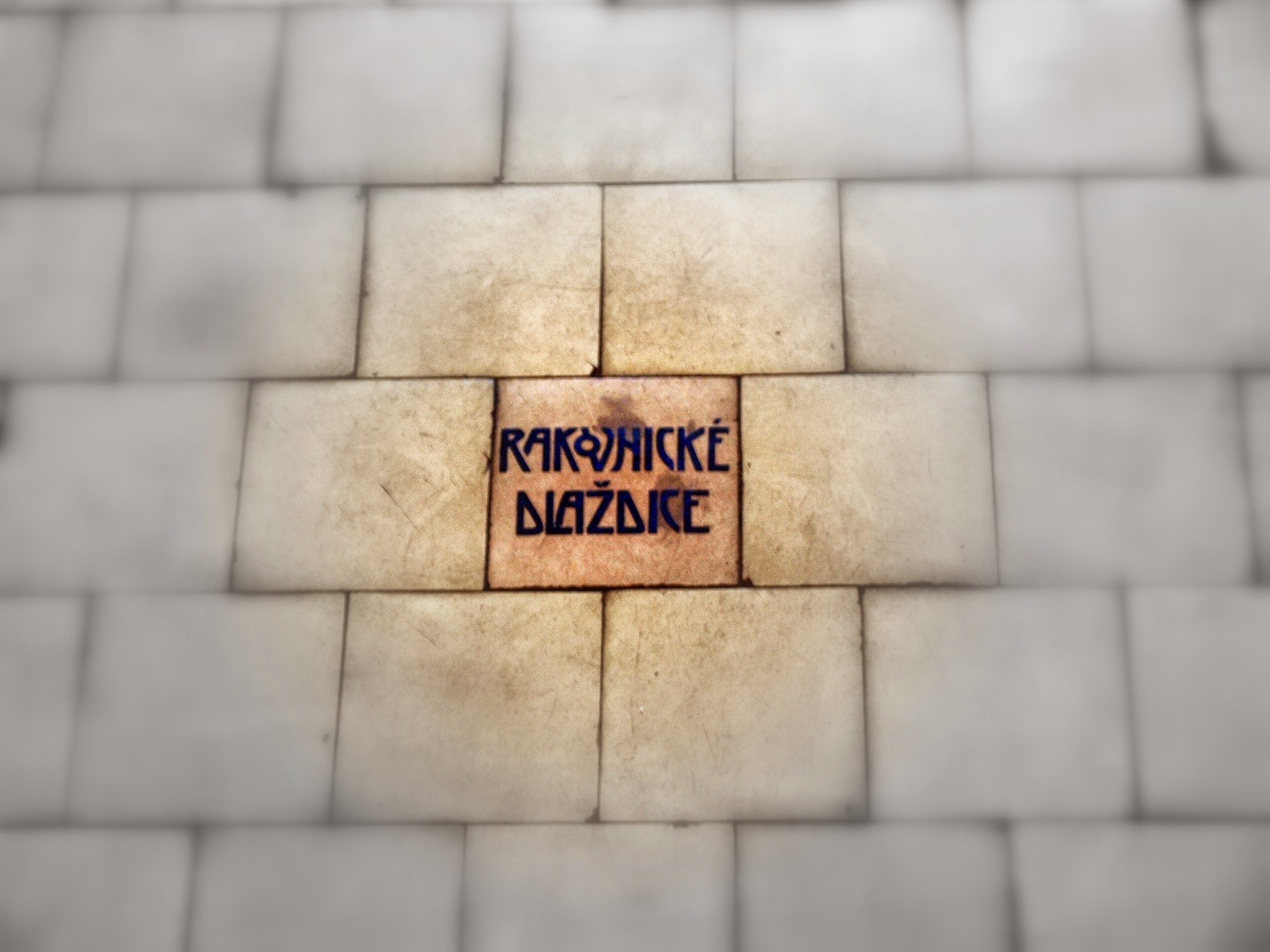
RAKO dlažba ve staré čistírně odpadních vod v Praze-Bubenči

Poté, co povodně v roce 1882 silně poškodily místní černouhelné doly, které již nebylo možné obnovit, rozhodl se vlastník dolů – Moravská důlní společnost – využít zbylé budovy a zařízení pro výrobu keramiky. Roku 1898 tuto rakovnickou továrnu na výrobu šamotového zboží a mozaikových dlaždic, tzv. Šamotku, získal syn Václava Jana Sommerschuha Emil Sommerschuh (1866–1920) společně se svým švagrem Josefem Kasalovským. Spojili ji se svou pražskou firmou na výrobu keramiky a s rakovnickou filiálkou v Horní Bříze. Toto období produkce kamen, obkladaček a dlaždic secesního stylu patřilo k nejvýznamnějším v historii šamotky. Emil Sommerschuh byl absolventem studia keramiky na Umělecko-průmyslové škole v Praze, odkud získal jako designéra prof. Jana Beneše. Zakázky k realizaci keramických obkladů architektury získal od dalšího pedagoga téže školy – Jana Kotěry.
V roce 1907 podnik koupil kníže Jan II. z Lichtenštejna, jenž provozoval také keramické závody v Poštorné u Břeclavi. Ze spolupráce obou společností tak vznikl významný podnik v Českém království. Generálním ředitelem podniku byl jmenován dosavadní vlastník Emil Sommerschuh, jenž výrobu i nadále rozšiřoval. V této době také přišlo velké množství objednávek uměleckých obkladů z keramiky – například výzdoba Obecního domu v Praze a nově otevřeného hotel Imperial v pražské ulici Na Poříčí, dále pak sochy před Muzeem východních Čech v Hradci Králové a mnoho dalších. V roce 1920 kníže Jan II.  z Lichtenštejna firmu prodal Živnobance. Továrna produkovala také fasádní obklady, např. pro Všeobecný penzijní ústav na Žižkově, pozdější Dům odborových svazů.
Před válkou RAKO zakoupilo Keramo, další rakovnická továrna na keramiku, neboť její majitel Artur Brok uprchl v roce 1939 před nacisty do Kanady. Závod se později nazýval RAKO II. V poválečném období byla továrna znárodněna a byla k ní připojena řada dalších podniků, které pak společně působily jako národní podnik „Rakovnické keramické závody“. V průběhu této doby proběhlo několik reorganizací a v roce 1980 byl v Lubné otevřen nový závod Rako III. Na začátku 90. let se původní národní podnik přeměnil na akciovou společnost, kterou získala německá společnost Deutsche Steinzeug Cremer and Breuer AG.
Roku 2002 pak proběhla fúze s rakouskou keramickou rodinnou společností LASSELSBERGER, která RAKO zařadila do svého portfolia, a stala se tak největším výrobcem keramiky v Česku. Akciová společnost RAKO pak byla 1. ledna 2004 vymazána z obchodního rejstříku. Označení „RAKO“ a web rako.cz nyní používá plzeňská společnost LASSELSBERGER, s. r. o., také člen holdingu LASSELSBERGER. Její součástí jsou pak např. i české keramické závody v Chlumčanech (ChKZ) a Horní Bříze (HOB).